# Archaeoprepona
Az Archaeoprepona a rovarok (Insecta) osztályának lepkék (Lepidoptera) rendjébe, ezen belül a tarkalepkefélék (Nymphalidae) családjába tartozó nem.

## Előfordulásuk
Az Archaeoprepona-fajok előfordulási területe a közép-amerikai Mexikótól egészen Dél-Amerikáig, valamint a Karib-szigetekig tart.

## Rendszerezés
A nembe az alábbi 8 faj tartozik:
- Archaeoprepona amphimachus (Fabricius, 1775)
- Archaeoprepona camilla (Godman & Salvin, [1884])
- Archaeoprepona chalciope (Hübner, [1823])
- Archaeoprepona demophon (Linnaeus, 1758) - típusfaj
- Archaeoprepona demophoon (Hübner, [1814])
- Archaeoprepona licomedes (Cramer, [1777])
- Archaeoprepona meander (Cramer, [1775])
- Archaeoprepona phaedra (Godman & Salvin, [1884])

Az idetartozó fajok korábban a Papilio, a Prepona és más lepkenemekbe voltak besorolva.